# Tim Rodber

a Compétitions nationales et continentales officielles uniquement.

b Matchs officiels uniquement.
Dernière mise à jour le 19 avril 2010.
Timothy « Tim » Andrew Keith Rodber, né le 2 juillet 1969 à Richmond dans le comté du Yorkshire du Nord, est un joueur international anglais de rugby à XV qui évolue au poste de troisième ligne.

## Carrière

### En club
Tim Rodber joue onze matchs de Coupe d'Europe de rugby à XV et sept matchs de Challenge européen de rugby.
- Northampton Saints

### En équipe nationale
Tim Rodber dispute son premier test match le 18 janvier 1992, à l’occasion d’un match contre l'équipe d'Écosse et le dernier contre l'équipe des Fidji, le 20 octobre 1999. Rodber dispute deux test matchs avec les Lions britanniques en 1997. Il participe à la coupe du monde 1995 (6 matchs disputés) et à la coupe du monde 1999 (2 matchs disputés).
- 44 sélections avec l'équipe d'Angleterre
- Sélections par année : 2 en 1992, 1 en 1993, 7 en 1994, 12 en 1995, 5 en 1996, 5 en 1997, 4 en 1998, 8 en 1999
- Tournois des Cinq Nations disputés : 1992, 1993, 1994, 1995, 1996, 1997, 1998, 1999

## Palmarès
- Vainqueur de la coupe d'Europe en 2000
- Vainqueur du Tournoi des Cinq Nations en 1992, 1995 et 1996, réalisant le grand chelem lors des deux premiers.